# Стецівська сільська рада (Чигиринський район)
Стеці́вська сільська́ ра́да — адміністративно-територіальна одиниця та орган місцевого самоврядування в Чигиринському районі Черкаської області. Адміністративний центр — село Стецівка.

## Загальні відомості
- Населення ради: 1 548 осіб (станом на 2001 рік)

## Населені пункти
Сільській раді підпорядковані населені пункти:
- с. Стецівка

## Склад ради
Рада складається з 16 депутатів та голови.
- Голова ради: Профатило Олександр Васильович
- Секретар ради: Нагорна Валентина Василівна

### Керівний склад попередніх скликань
| Прізвище, ім'я, по батькові    | Основні відомості                                                         | Дата обрання | Дата звільнення |
| ------------------------------ | ------------------------------------------------------------------------- | ------------ | --------------- |
| Профатило Олександр Васильович | Сільський голова, 1968 року народження, освіта вища, безпартійний         | 26.03.2006   | 31.10.2010      |
| Профатило Олександр Васильович | Сільський голова, 1968 року народження, освіта вища, член Партії регіонів | 31.10.2010   |                 |

Примітка: таблиця складена за даними сайту Верховної Ради України

### Депутати
За результатами місцевих виборів 2010 року депутатами ради стали:

#### За суб'єктами висування
| Суб'єкт висування | Кількість обраних депутатів | %    |
| ----------------- | --------------------------- | ---- |
| Самовисування     | 10                          | 62,5 |
| Партія регіонів   | 6                           | 37,5 |

#### За округами
| № округу        | Прізвище, ім'я, по батькові       | Дата визнання обраним | Освіта  | Партійна приналежність | Відомості про обраного депутата               |
| --------------- | --------------------------------- | --------------------- | ------- | ---------------------- | --------------------------------------------- |
| Партія регіонів |                                   |                       |         |                        |                                               |
| 2               | Овчаренко Олександр Володимирович | 03.11.2010            | вища    | позапартійний          | Чигиринський РВ УМВС, дільничний              |
| 5               | Сівірін Валентина Миколаївна      | 03.11.2010            | вища    | позапартійна           | тимчасово не працює                           |
| 6               | Пискун Сергій Семенович           | 03.11.2010            | вища    | позапартійний          | Тясминська експлуатаційна дільниця, начальник |
| 7               | Козубенко Віктор Михайлович       | 03.11.2010            | вища    | позапартійний          | Тясминська експлуатаційна дільниця, водій     |
| 8               | Терновський Микола Федорович      | 03.11.2010            | вища    | позапартійний          | Тясминська експлуатаційна дільниця, енергетик |
| 16              | Матяш Сергій Васильович           | 03.11.2010            | вища    | позапартійний          | Тясминська експлуатаційна дільниця, водій     |
| Самовисування   |                                   |                       |         |                        |                                               |
| 1               | Даценко Володимир Григорович      | 03.11.2010            | середня | член Партії регіонів   | НІКЗ «Чигирин», водій                         |
| 3               | Чепурна Ольга Василівна           | 03.11.2010            | вища    | член Партії регіонів   | пенсіонер                                     |
| 4               | Козуб Валентина Василівна         | 03.11.2010            | вища    | член Партії регіонів   | Стецівська сільська рада, землевпорядник      |
| 9               | Нагорна Валентина Василівна       | 03.11.2010            | вища    | член Партії регіонів   | Стецівська сільська рада, секретар            |
| 10              | Терновська Наталія Іванівна       | 03.11.2010            | вища    | член Партії регіонів   | Стецівська сільська рада, бухгалтер           |
| 11              | Середа Людмила Миколаївна         | 03.11.2010            | вища    | член Партії регіонів   | Стецівська сільська рада, касир               |
| 12              | Ненько Іван Степанович            | 03.11.2010            | вища    | член Партії регіонів   | пенсіонер                                     |
| 13              | Мартинова Наталія Андріївна       | 03.11.2010            | вища    | член Партії регіонів   | Стецівська загальноосвітня школа, вчитель     |
| 14              | Козьма Анатолій Федорович         | 03.11.2010            | вища    | член Партії регіонів   | НІКЗ «Чигирин», завідувач відділом            |
| 15              | Бершацька Ліна Олександрівна      | 03.11.2010            | вища    | член Партії регіонів   | Стецівська загальноосвітня школа, вчитель     |